# 8412 Zhaozhongxian
8412 Zhaozhongxian eller 1996 TM6 är en asteroid i huvudbältet som upptäcktes den 7 oktober 1996 av Beijing Schmidt CCD Asteroid Program vid Xinglong-observatoriet. Den är uppkallad efter kinesen Zhao Zhongxian.
Den tillhör asteroidgruppen Massalia.